# El caso de la viuda negra
El caso de la viuda negra (título original: Black Widow) es una película de suspense de 1987 dirigida por Bob Rafelson y cuyo guion escribió Ronald Bass. Los protagonistas principales fueron Debra Winger y Theresa Russell.

## Argumento
Catherine Petersen se casa sucesivamente con tres hombres ricos, que mueren poco después de la boda. La agente del FBI Alexandra Barnes, que trabaja en Washington con gran éxito como analista desde hace seis años, descubre su presencia a través de pesquisas propias después de dos de esas muertes. Notando lo raro de ese hecho, ella empieza a investigar el asunto con más detalle. Cuando se da cuenta de que fueron asesinados por Petersen por su fortuna, aunque no pueda demostrarlo porque sus muertes parecen naturales, ella se decide a detenerla. También le motiva un sentimiento de culpa al respecto por no haber advertido a su última víctima que visitó justo antes de su asesinato, cuando la decubrió con él. Por ello, cuando Barnes se entera de que Petersen, a quien califica como viuda negra, está más tarde en Hawái, ella se va de inmediato allí con el propósito de conseguirlo. 
En Hawái Petersen se ha acercado a otro hombre rico llamado Paul Nuytten, que posee 6 hoteles y a quien obviamente también quiere matar por la misma razón. Allí Barnes organiza un encuentro aparentemente casual con Petersen con la intención de acercarse a ella. Barnes consigue así amistarse con ella y entrar en su ámbito como parte de su plan de detenerla de algún modo. Sin embargo Petersen, con el tiempo, descubre que ella es del FBI y por ello Petersen, dándose cuenta de que Barnes encuentra atractivo a Nuytten, ofrece a su nueva amiga compartir a ese hombre para que haya competición entre ellas para que ella pudiese de antemano vencerla casándose luego con él para así enturbiarla. Luego, cuando Nuytten muere justo después de haberse casado con ella, Barnes es acusada de asesinato y condenada, porque encuentran el veneno que utilizó en su casa temporal en Hawái y que Petersen puso, haciéndolo parecer como si ella, en su falsa y ciega obsesión de querer cogerla por ser una asesina, mató a Paul para luego querer intentar incriminar a ella de su muerte en un intento de detenerla en esa obsesión. También arregló la humillación para hacerlo posible y creíble.
Después de conseguir su objetivo Petersen organiza la transferencia del dinero de Paul a ella como lo había hecho antes después de haber matado a sus otras víctimas no encontrando resistencia legal al respecto. Finalmente, cuando cree haber triunfado completamente, ella visita a Barnes en la cárcel y habla abiertamente sobre el hecho. Allí descubre entonces que Nuytten en realidad vive, que Barnes había previsto las intenciones de Catherine, que había encontrado junto con la policía local el veneno destinado para él antes de que lo tomase y que habían fingido su muerte como parte de una trampa de Barnes para poder desenmascarar todo su modus operandi como asesina, conseguir su confesión y así poder también relacionarla con los asesinatos que cometió antes de su intento de asesinar a Nuytten. Finalmente ella también descubre que, como parte de ese plan, Barnes también se encargó de que ella supiese, que era del FBI. Petersen es arrestada y, conseguido su objetivo, Barnes sale como una heroína del edificio con la intención de volver otra vez a Washington.

## Reparto
| Actor            | Personaje               |
| ---------------- | ----------------------- |
| Debra Winger     | Alexandra Alex Barnes   |
| Theresa Russell  | Catherine Petersen      |
| Sami Frey        | Paul Nuytten            |
| Dennis Hopper    | Ben Dumers              |
| Nicol Williamson | William Macauley        |
| Terry O'Quinn    | Bruce, superior de Alex |
| James Hong       | H. Shin, P.I.           |
| Diane Ladd       | Etta                    |
| D.W. Moffett     | Michael                 |

## Producción
El  rodaje tuvo lugar entre el 25 de abril y el 16 de julio de 1986. Los efectos especiales los hizo Allen Hall. La banda sonora instrumental fue compuesta por Michael Small.

## Recepción
Los Ingresos en los Estados Unidos ascendieron a alrededor de 25 millones de dólares. De los cuales, 3,4 millones se recaudaron durante el primer fin de semana de la apertura. Según ABC, esta película es un thriller sofisticado que se acerca al cine negro de los años 40.

## Estrenos mundiales
| País                                                                          | Fecha de estreno                |
| ----------------------------------------------------------------------------- | ------------------------------- |
| Alemania                                                                      | Jueves 21 de mayo de 1987       |
| Argentina                                                                     | Jueves 25 de junio de 1987      |
| Australia                                                                     | Jueves 7 de mayo de 1987        |
| Austria                                                                       | Viernes 22 de mayo de 1987      |
| Bélgica                                                                       | Miércoles 15 de abril de 1987   |
| Belice · Costa Rica · El Salvador · Guatemala · Honduras · Nicaragua · Panamá | Miércoles 1 de julio de 1987    |
| Bolivia                                                                       | Jueves 10 de septiembre de 1987 |
| Brasil                                                                        | Jueves 17 de septiembre de 1987 |
| Chile                                                                         | Viernes 14 de agosto de 1987    |
| Chipre                                                                        | Viernes 7 de agosto de 1987     |
| Colombia                                                                      | Jueves 19 de mayo de 1988       |
| Dinamarca                                                                     | Viernes 8 de mayo de 1987       |
| Egipto                                                                        | Lunes 14 de marzo de 1988       |
| España                                                                        | Viernes 24 de abril de 1987     |
| Estados Unidos · Canadá                                                       | Viernes 6 de febrero de 1987    |
| Filipinas                                                                     | Miércoles 25 de mayo de 1988    |
| Finlandia                                                                     | Viernes 10 de abril de 1987     |
| Francia                                                                       | Miércoles 15 de abril de 1987   |

| País                | Fecha de estreno                   |
| ------------------- | ---------------------------------- |
| Grecia              | Viernes 7 de agosto de 1987        |
| Hong Kong           | Jueves 21 de mayo de 1987          |
| India               | Viernes 26 de agosto de 1988       |
| Israel              | Viernes 4 de septiembre de 1987    |
| Italia              | Jueves 16 de abril de 1987         |
| Jamaica             | Miércoles 30 de septiembre de 1987 |
| Japón               | Sábado 23 de mayo de 1987          |
| Malasia             | Miércoles 3 de agosto de 1988      |
| México              | Viernes 24 de julio de 1987        |
| Noruega             | Jueves 11 de junio de 1987         |
| Nueva Zelanda       | Viernes 5 de junio de 1987         |
| Países Bajos        | Jueves 28 de mayo de 1987          |
| Perú                | Jueves 24 de septiembre de 1987    |
| Portugal            | Viernes 26 de junio de 1987        |
| Puerto Rico         | Jueves 30 de abril de 1987         |
| Reino Unido Irlanda | Viernes 24 de julio de 1987        |
| Singapur            | Jueves 23 de julio de 1987         |
| Sudáfrica           | Viernes 12 de junio de 1987        |
| Suecia              | Viernes 15 de mayo de 1987         |
| Suiza               | Viernes 22 de mayo de 1987         |
| Tailandia           | Sábado 4 de julio de 1987          |
| Taiwán              | Sábado 30 de mayo de 1987          |
| Uruguay             | Jueves 20 de agosto de 1987        |
| Venezuela           | Miércoles 5 de agosto de 1987      |